# Tibouchina
Genre
Tibouchina est un genre de plantes à fleurs de la famille des Melastomataceae. Ce sont des arbres, des arbustes ou des buissons qui font de 0,5 à 25 m de hauteur. Ils sont originaires des forêts tropicales humides du Mexique, des Antilles et d'Amérique du Sud, en particulier du Brésil. Le nom vient d'une adaptation d'un terme indigène de Guyane désignant des arbustes.

## Description

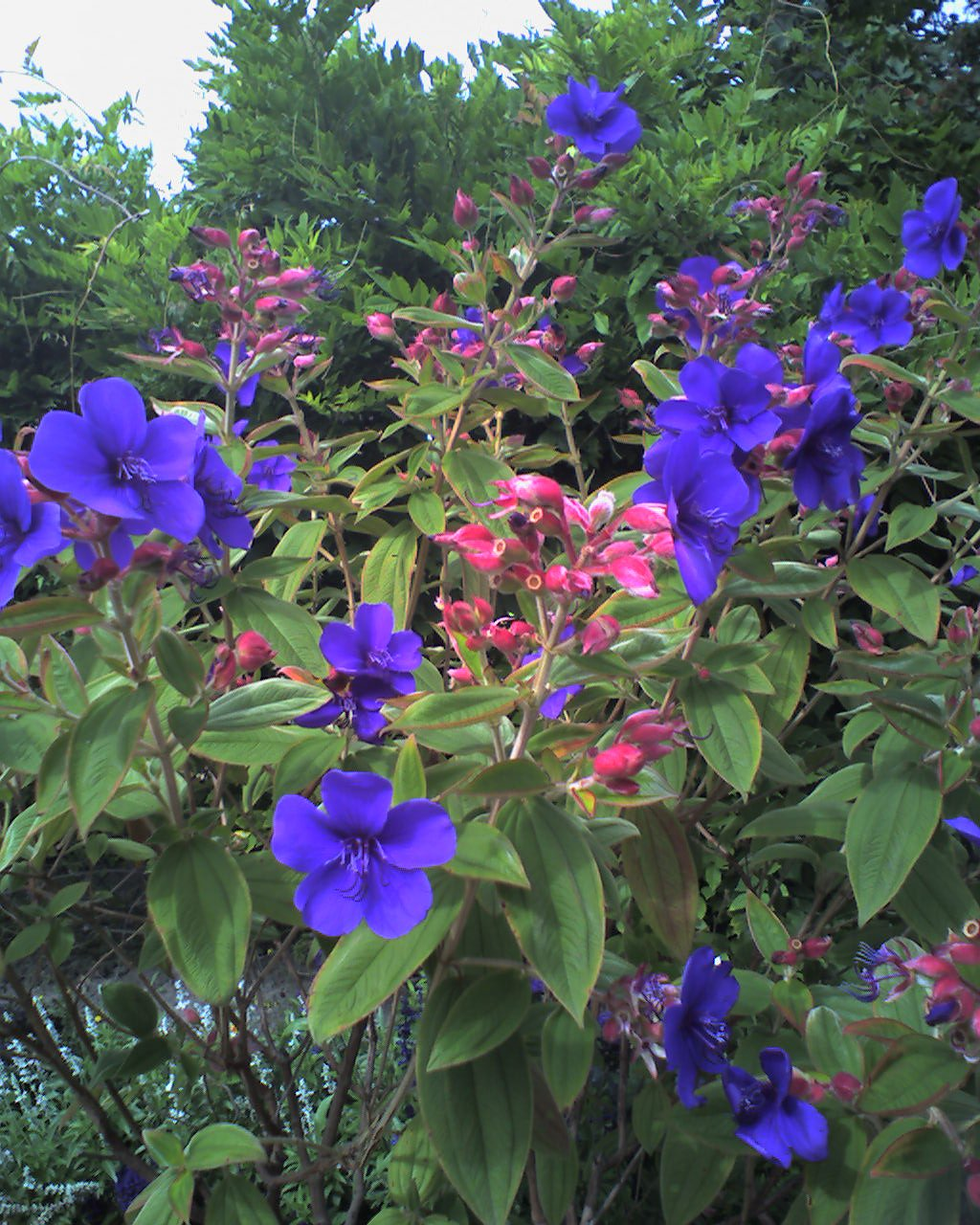
Tibouchina urvilleana.
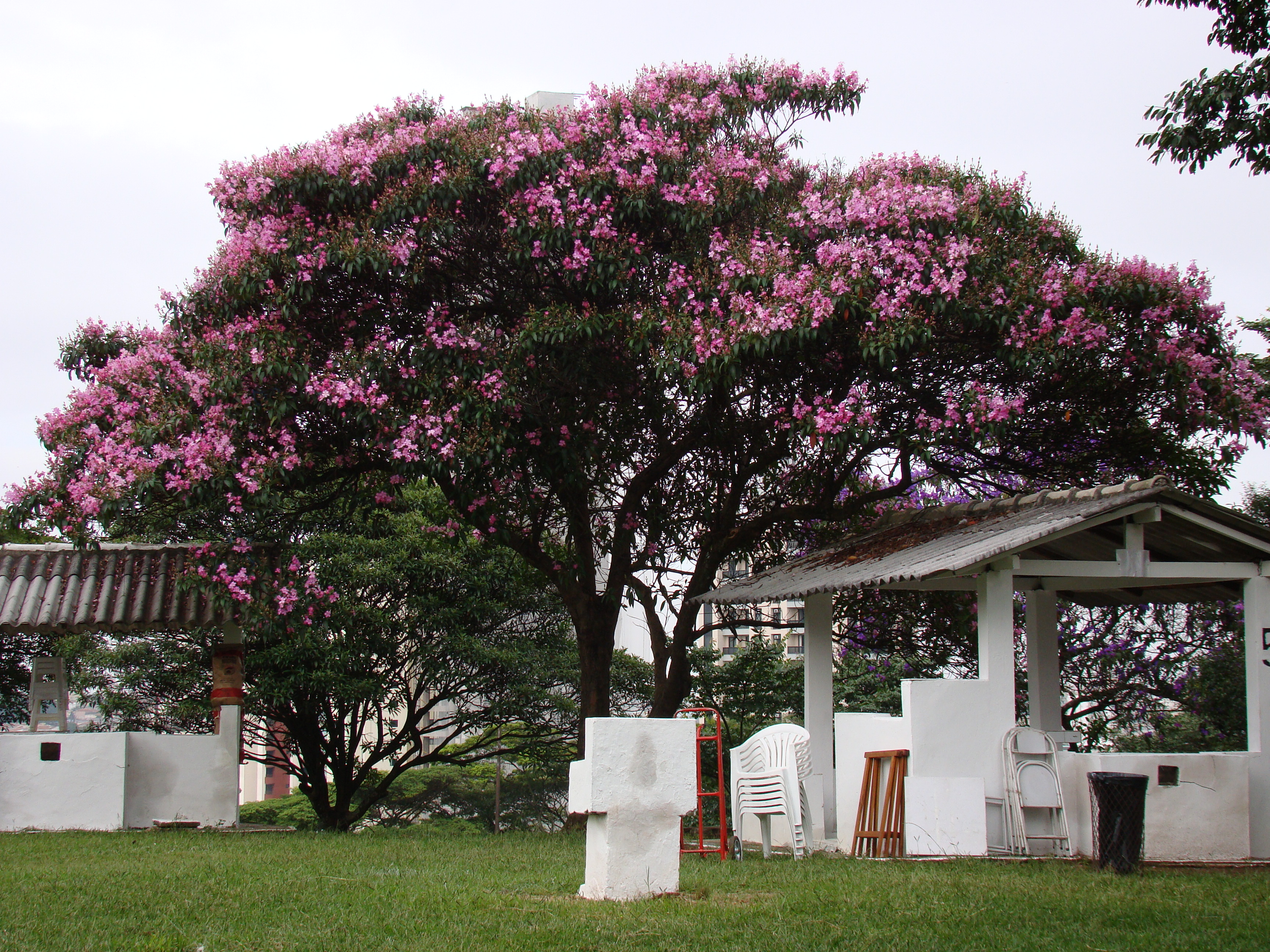
Tibouchina granulosa var. Kathleen.
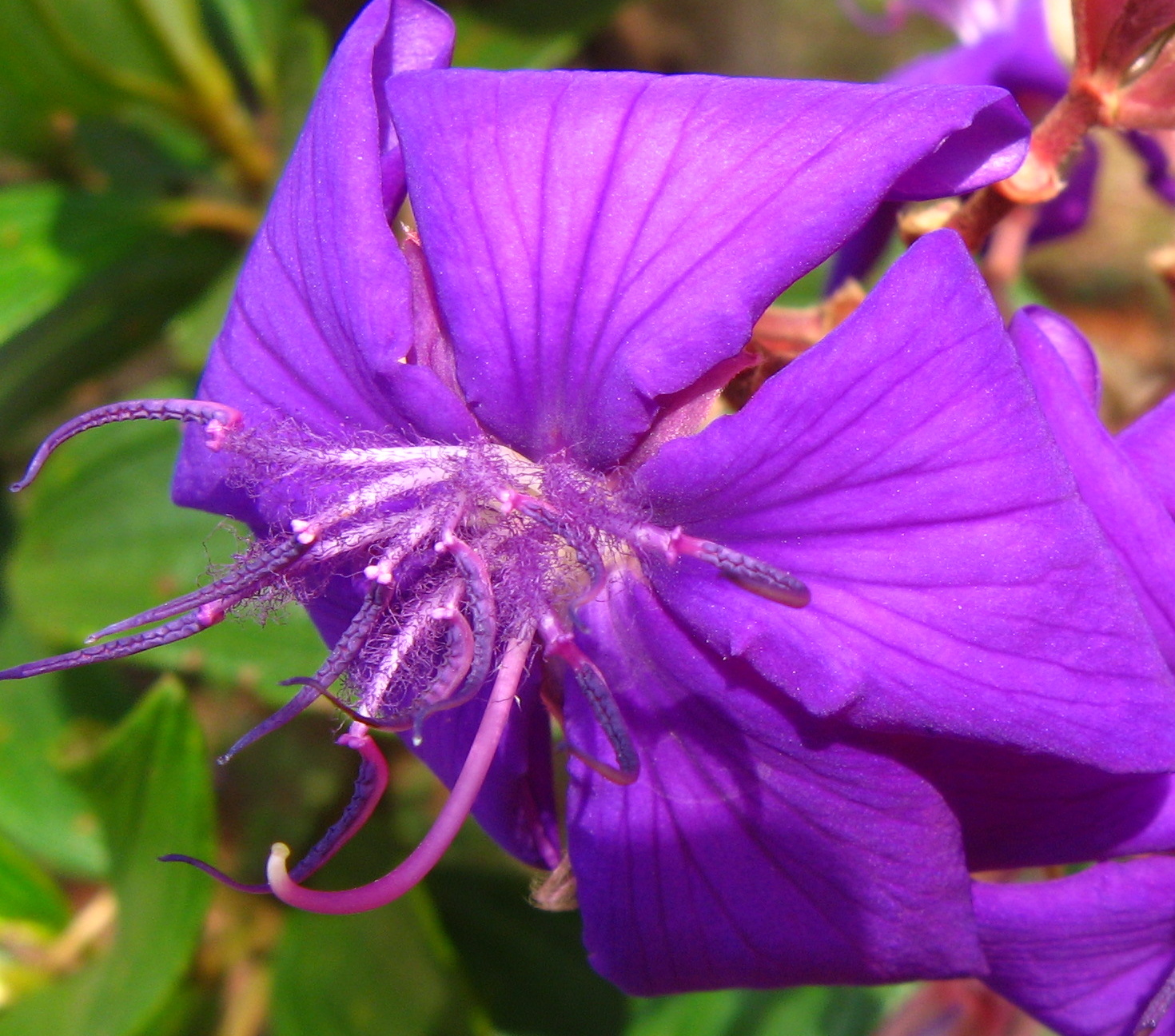
Tibouchina semidecandra.

## Classification
Ce genre a été décrit en 1775 par le botaniste français Jean Baptiste Christian Fusée-Aublet (1707-1778).
Il est assigné à la famille des Melastomataceae aussi bien en classification phylogénétique APG III (2009) qu'en classification classique de Cronquist (1981).

### Liste d'espèces
Selon GRIN (5 février 2018) :
- Tibouchina aspera Aubl.
- Tibouchina clavata (Pers.) Wurdack
- Tibouchina clinopodifolia (DC.) Cogn.
- Tibouchina elegans (Gardner) Cogn.
- Tibouchina foveolata (Naudin) Cogn.
- Tibouchina granulosa (Desr.) Cogn.
- Tibouchina herbacea (DC.) Cogn.
- Tibouchina heteromalla Cogn.
- Tibouchina laxa (Desr.) Cogn.
- Tibouchina lepidota (Bonpl.) Baill.
- Tibouchina longifolia (Vahl) Baill. ex Cogn.
- Tibouchina martialis (Cham.) Cogn.
- Tibouchina mutabilis (Vell.) Cogn.
- Tibouchina pulchra (Cham.) Cogn.
- Tibouchina regnellii Cogn.
- Tibouchina sellowiana (Cham.) Cogn.
- Tibouchina semidecandra (Schrank & Mart. ex DC.) Cogn.
- Tibouchina stenocarpa (DC.) Cogn.
- Tibouchina trichopoda (DC.) Baill.
- Tibouchina ursina (Cham.) Cogn.
- Tibouchina urvilleana (DC.) Cogn.
- Tibouchina violacea Cogn.

Selon The Plant List (5 février 2018) :
- Tibouchina adenophora Cogn.
- Tibouchina aegopogon Cogn.
- Tibouchina alata Cogn.
- Tibouchina albescens Cogn. ex Glaz.
- Tibouchina almedae Todzia
- Tibouchina alpestris Cogn.
- Tibouchina amoena Herzog
- Tibouchina anderssonii Wurdack
- Tibouchina andreana Cogn.
- Tibouchina apparicioi Brade
- Tibouchina araneicalyx J.R. Santiago
- Tibouchina arborea Cogn.
- Tibouchina arenaria Cogn.
- Tibouchina aristeguietae Wurdack
- Tibouchina aspera Aubl.
- Tibouchina asperifolia Cogn.
- Tibouchina asperior (Cham.) Cogn.
- Tibouchina aurea Cogn.
- Tibouchina australis Cogn.
- Tibouchina bahiensis Wurdack
- Tibouchina barbigera Baill.
- Tibouchina barnebyana Wurdack
- Tibouchina benthamiana Cogn.
- Tibouchina bicolor (Naudin) Cogn.
- Tibouchina bipenicillata (Naudin) Cogn.
- Tibouchina blanchetiana Cogn.
- Tibouchina boudetii P.J.F. Guim. & R. Goldenb.
- Tibouchina breedlovei Wurdack
- Tibouchina brevisepala Cogn.
- Tibouchina brittoniana Cogn.
- Tibouchina calycina Cogn.
- Tibouchina campii Wurdack
- Tibouchina candolleana Cogn.
- Tibouchina canescens Cogn.
- Tibouchina capitata (Naudin) Cogn.
- Tibouchina cardinalis Cogn.
- Tibouchina carvalhoi Wurdack
- Tibouchina catharinae Pittier
- Tibouchina catharinensis Brade
- Tibouchina cerastifolia Cogn.
- Tibouchina chamissoana Cogn.
- Tibouchina chiapensis Wurdack
- Tibouchina ciliaris (Vent.) Cogn.
- Tibouchina cisplatensis Cogn.
- Tibouchina cistoides (Griseb.) Cogn.
- Tibouchina citrina (Naudin) Cogn.
- Tibouchina claussenii (Naudin) Cogn.
- Tibouchina clavata (Pers.) Wurdack
- Tibouchina clinopodifolia (DC.) Cogn.
- Tibouchina confertiflora (Naudin) Cogn.
- Tibouchina congestiflora Todzia
- Tibouchina connata Todzia
- Tibouchina cordifolia Cogn.
- Tibouchina cornuta Gleason
- Tibouchina corymbosa (Raddi) Cogn.
- Tibouchina crassiramis Cogn.
- Tibouchina cryptadena Gleason
- Tibouchina cubensis (A. Rich.) M. Gómez
- Tibouchina debilis (Cham.) Cogn.
- Tibouchina decora Gleason
- Tibouchina dendroides Cogn.
- Tibouchina diffusa (Pav. ex G. Don) Cogn.
- Tibouchina dimorphophylla Gleason
- Tibouchina dissitiflora Wurdack
- Tibouchina divaricata Cogn.
- Tibouchina dubia Cogn.
- Tibouchina duidae Gleason
- Tibouchina durangensis Standl.
- Tibouchina dusenii Cogn.
- Tibouchina echinata (Ruiz & Pav.) Cogn.
- Tibouchina elegans (Gardner) Cogn.
- Tibouchina erioclada (Triana) Cogn.
- Tibouchina estrellensis (Raddi) Cogn.
- Tibouchina exasperata Cogn.
- Tibouchina excoriata Cogn.
- Tibouchina ferrariana Cogn.
- Tibouchina fissinervia Cogn.
- Tibouchina floribunda Cogn.
- Tibouchina fothergillae (DC.) Cogn.
- Tibouchina francavillana Cogn.
- Tibouchina fraterna N.E. Br.
- Tibouchina frigidula (DC.) Cogn.
- Tibouchina fulvipilis Cogn.
- Tibouchina galeottiana (Triana) Cogn.
- Tibouchina gardneri (Naudin) Cogn.
- Tibouchina gayana (Naudin) Cogn.
- Tibouchina geitneriana (Schltdl.) Cogn.
- Tibouchina gleasoniana Wurdack
- Tibouchina gracilis (Bonpl.) Cogn.
- Tibouchina granulosa (Desr.) Cogn.
- Tibouchina grossa (L. f.) Cogn.
- Tibouchina hassleri Cogn.
- Tibouchina hatschbachii Wurdack
- Tibouchina herbacea (DC.) Cogn.
- Tibouchina herincquiana Cogn.
- Tibouchina herzogii Cogn.
- Tibouchina heteromalla (D. Don) Cogn.
- Tibouchina hieracioides Cogn.
- Tibouchina hintonii Gleason ex Todzia
- Tibouchina hospita Cogn.
- Tibouchina huberi Wurdack
- Tibouchina hutchisonii Wurdack
- Tibouchina incarum Gleason
- Tibouchina inopinata Wurdack
- Tibouchina kleinii Wurdack
- Tibouchina kuhlmannii Brade
- Tibouchina kunhardtii Gleason
- Tibouchina laevicaulis Wurdack
- Tibouchina laevis Cogn.
- Tibouchina lanceolata Cogn.
- Tibouchina lancifolia Wurdack
- Tibouchina langsdorffiana Baill.
- Tibouchina latebracteolata Paul G. Wilson
- Tibouchina latifolia (Naudin) Cogn.
- Tibouchina laxa (Desr.) Cogn.
- Tibouchina lepidota (Bonpl.) Baill.
- Tibouchina lhotzkyana Cogn.
- Tibouchina lindeniana Cogn.
- Tibouchina lithophila Wurdack
- Tibouchina llanorum Wurdack
- Tibouchina longifolia (Vahl) Baill.
- Tibouchina longipilosa Cogn.
- Tibouchina longisepala Cogn.
- Tibouchina lutzii Brade
- Tibouchina macrochiton Cogn.
- Tibouchina macvaughii Todzia
- Tibouchina manicata Cogn.
- Tibouchina mariae Wurdack
- Tibouchina martialis (Cham.) Cogn.
- Tibouchina martiusiana (DC.) Cogn.
- Tibouchina marumbiensis Wurdack
- Tibouchina mathaei Cogn.
- Tibouchina maximiliana Baill.
- Tibouchina melanocalyx R. Romero, P.J.F. Guim. & Leoni
- Tibouchina melastomoides Cogn.
- Tibouchina membranifolia Cogn.
- Tibouchina microphylla Cogn.
- Tibouchina minor Cogn.
- Tibouchina minutiflora Cogn.
- Tibouchina mollis (Bonpl.) Cogn.
- Tibouchina monticola (Naudin) Cogn.
- Tibouchina mosenii Cogn.
- Tibouchina multiflora Cogn.
- Tibouchina mutabilis (Vell.) Cogn.
- Tibouchina nanifolia Todzia
- Tibouchina naudiniana (Decne.) Cogn.
- Tibouchina nitida (Graham) Cogn.
- Tibouchina noblickii Wurdack
- Tibouchina nodosa Cogn.
- Tibouchina obtusifolia Cogn.
- Tibouchina ochypetala (Ruiz & Pav.) Baill.
- Tibouchina octopetala Cogn.
- Tibouchina oligantha Gleason
- Tibouchina orbignyana (Naudin) Cogn.
- Tibouchina ornata (Sw.) Baill.
- Tibouchina oroensis Gleason
- Tibouchina ovata Cogn.
- Tibouchina paleacea (Triana) Cogn.
- Tibouchina panicularis (Naudin) Britton ex Cogn.
- Tibouchina papyrus (Pohl) Toledo
- Tibouchina paratropica (Griseb.) Cogn.
- Tibouchina parviflora Cogn.
- Tibouchina patens Todzia
- Tibouchina pendula Cogn.
- Tibouchina pentamera (Ule) J.F. Macbr.
- Tibouchina pereirae Brade & Markgr.
- Tibouchina pilosa Cogn.
- Tibouchina pleromoides J.F. Macbr.
- Tibouchina pogonanthera (Naudin) Cogn.
- Tibouchina prostrata E. Ule
- Tibouchina pulcherrima Gleason
- Tibouchina pulchra (Cham.) Cogn.
- Tibouchina purpurascens Cogn.
- Tibouchina purpusii Brandegee
- Tibouchina radula Markgr.
- Tibouchina ramboi Brade
- Tibouchina regnellii Cogn.
- Tibouchina reitzii Brade
- Tibouchina repens Wurdack
- Tibouchina rhynchantherifolia Cogn.
- Tibouchina riedeliana Cogn.
- Tibouchina rigidula (Naudin) Wurdack
- Tibouchina roseotincta Todzia
- Tibouchina rubrobracteata R. Romero & P.J.F. Guim.
- Tibouchina rufipilis (Schltdl.) Cogn.
- Tibouchina rupestris Cogn.
- Tibouchina rusbyi Cogn.
- Tibouchina salviaefolia Cogn.
- Tibouchina sandiensis Wurdack
- Tibouchina saxosa Gleason
- Tibouchina scaberrima Cogn.
- Tibouchina scabriuscula (Schltdl.) Cogn.
- Tibouchina schenckii Cogn.
- Tibouchina schiedeana (Schltdl. & Cham.) Cogn.
- Tibouchina schwackei Cogn.
- Tibouchina sebastianopolitana Cogn.
- Tibouchina sellowiana Cogn.
- Tibouchina semidecandra (Mart. & Schrank ex DC.) Cogn.
- Tibouchina sericea de Santiago
- Tibouchina simplicicaulis Cogn.
- Tibouchina sinaloensis Todzia
- Tibouchina sipapoana Gleason
- Tibouchina solmsii Cogn.
- Tibouchina stellipilis Wurdack
- Tibouchina stenocarpa (DC.) Cogn.
- Tibouchina stenopetala (Griseb. ex Triana) Cogn.
- Tibouchina stenophylla Cogn.
- Tibouchina steyermarkii Wurdack
- Tibouchina stricta Wurdack
- Tibouchina strigosa (Rich.) Cogn.
- Tibouchina striphnocalyx (DC.) Gleason
- Tibouchina subglabra Wurdack
- Tibouchina taperoensis Wurdack
- Tibouchina tetrapetala Cogn.
- Tibouchina thulia Todzia
- Tibouchina tomentulosa Wurdack
- Tibouchina tortuosa (Bonpl.) Almeda
- Tibouchina trianaei Cogn.
- Tibouchina trichopoda Baill.
- Tibouchina urbanii Cogn.
- Tibouchina urceolaris Cogn.
- Tibouchina ursina (Cham.) Cogn.
- Tibouchina urvilleana (DC.) Cogn.
- Tibouchina valtherii Cogn.
- Tibouchina velutina Cogn.
- Tibouchina venosa Gleason
- Tibouchina versicolor Cogn.
- Tibouchina verticillaris Cogn.
- Tibouchina villosissima Cogn.
- Tibouchina violacea Cogn.
- Tibouchina wasshausenii Wurdack
- Tibouchina weberbaueri Cogn.
- Tibouchina weddellii (Naudin) Cogn.
- Tibouchina wurdackii Almeda & Todzia

## Culture
Plusieurs espèces sont cultivées pour leurs grandes fleurs lumineuses. Comme les plantes tropicales, elles sont assez sensibles au froid, et doivent être cultivées dans une serre où la température ne chute pas en dessous de 8 °C à 10 °C.
Un cultivar, Tibouchina lepidota 'Alstonville', connu pour ses fleurs brillantes et abondantes en fin d'été et en automne est courant dans de nombreuses régions de l'Australie.

## Statut de conservation
Toutes les espèces de Tibouchina sont considérées comme nuisibles à Hawaï en raison de leur forte tendance à devenir envahissantes.